# Leonardo Ocamica
Leonardo Sebastián Ocamica (San Antonio de Padua, Buenos Aires, Argentina, 27 de junio de 1980) es un futbolista argentino. Juega de volante y su equipo actual es el Orión F.C. de la Primera División de Costa Rica.

## Clubes
| Club                    | País       | Año         |
| ----------------------- | ---------- | ----------- |
| Vélez Sarsfield         | Argentina  | 1999 - 2001 |
| Club Atlético Ituzaingó | Argentina  | 2001 - 2002 |
| Santa Bárbara           | Costa Rica | 2002 - 2003 |
| Municipal Liberia       | Costa Rica | 2003 - 2006 |
| Puntarenas FC           | Costa Rica | 2006 - 2007 |
| Cartaginés              | Costa Rica | 2007 - 2009 |
| Carmelita               | Costa Rica | 2009 - 2011 |
| Orion F.C.              | Costa Rica | 2011        |
| Barrio México           | Costa Rica | 2013 - 2014 |